# Royersford
Royersford é um distrito localizado no estado norte-americano de Pensilvânia, no Condado de Montgomery.

## Demografia
Segundo o censo norte-americano de 2000, a sua população era de 4246 habitantes.
Em 2006, foi estimada uma população de 4307, um aumento de 61 (1.4%).

## Geografia
De acordo com o United States Census Bureau tem uma área de
2,1 km², dos quais 2,0 km² cobertos por terra e 0,1 km² cobertos por água.

## Localidades na vizinhança
O diagrama seguinte representa as localidades num raio de 8 km ao redor de Royersford.